# Копузу
Копузу (рум. Copuzu) — село у повіті Яломіца в Румунії. Входить до складу комуни Балачу.
Село розташоване на відстані 66 км на схід від Бухареста, 37 км на захід від Слобозії, 146 км на захід від Констанци, 127 км на південний захід від Галаца.

## Населення
За даними перепису населення 2002 року у селі проживали 425 осіб, усі — румуни. Усі жителі села рідною мовою назвали румунську.